# Jørn Inge Tunsberg
Jørn Inge Tunsberg (Bergen, 1970) è un chitarrista e tastierista norvegese.
Ha militato in band quali Old Funeral (insieme a Varg Vikernes) e successivamente negli Amputation di Demonaz Doom Occulta, fondatore degli Immortal, di cui fece parte, anche se per brevissimo tempo.
Condannato insieme a Vikernes per i roghi alle chiese, ha scontato due anni di prigione.
In seguito ha fatto parte degli Hades, diventati poi Hades Almighty, della industrial metal band Dominanz e ha lavorato come giornalista per Bergensavisen.

## Discografia

### Con gli Old Funeral

#### Raccolte
- 1998 - Join the Funeral Procession
- 1999 - The Older Ones

#### Album live
- 2002 - Grim Reaping Norway

#### EP
- 1991 - Devoured Carcass

### Con gli Hades Almighty

#### Album in studio
- 1994 - Again Shall Be
- 1997 - The Dawn of the Dying Sun
- 1999 - Millennium Nocturne
- 2001 - The Pulse of Decay

#### Split
- 1996 - Katatonia/Hades